# Йонийци
Йонийците (на гръцки: Ἴωνες, Íōnes, ед. ч.: Ἴων, Íōn; на латински: Ionier; Ionians; Ioni) са една от основните групи древногръцки племена. Дават името си на областта Йония на западното малоазийско крайбрежие (днес Турция)). Йонийският диалект на старогръцкия език е свързан с Атика и се говори в Йония и на много от Егейските острови.
Счита се, че заселването на Йония става по времето на дорийското преселение (около 10 век пр.н.е.), като се привежда довода, че при обитателите на Милет и други йонийски градове се появяват същите четири „родствени племена“ (phylai), които се срещат при атиняните. Според други източници, данни за заселване на Мала Азия има още от времето на микенската експанзия.
Йонийците смятат за техен прародител митичния Йон, внук на Елин, син на Ксут и Креуза и брат на Ахей.
През 800 пр.н.е. 12 йонийски града на западния бряг на Мала Азия (днешна Турция) и острови образуват Dodekapolis, Йонийски съюз. През 550 пр.н.е. лидийският цар Крез завладява почти цяла Мала Азия, но в 547/546 пр.н.е. неговото царство на свой ред е завладяно от персите. Йонийските градове стават част от сатрапия и трябва да плащат данък.
През 500/499 пр.н.е. йонийците въстават против персите и са победени в морска битка през 494 пр.н.е., първото военно стълкновение между гърци и перси.
Представители на Йонийската философска школа са:
- Талес
- Анаксимандър
- Анаксимен
- Хераклит